# Trevipriset
Trevipriset instiftades av förläggarna Adam Helms och Solveig Nellinge 1971, samma år som de grundade bokförlaget Trevi. Mottagare kunde återfinnas var som helst i den litterära kedjan från utländska författare till översättare och svenska förlagsredaktörer. Pristagaren skulle vara i besittning av överblick och vidsyn på det litterära fältet och priset bestod av en liten skulptur av Britt-Ingrid Persson.

## Pristagare
- 1971 – Georg Borgström (författare, miljödebattör)
- 1972 – Rolf Jansson (bokförläggare)
- 1973 – Alf Henrikson (författare)
- 1974 – Siegfred Taubert och Sven Gillsäter (författare, regissör)
- 1975 – Sonja Bergvall (översättare)
- 1976 – Lindhardt og Ringhof forlag
- 1977 – Tomas Arvidsson (författare)
- 1978 – Märta Tikkanen (författare)
- 1979 – Eva Billow (författare, illustratör)
- 1980 – Herdis Møllehave
- 1981 – Annika Preis (översättare)
- 1982 – Carl Olof Josephson (bokhandlare, redaktör)
- 1983 – Berit Skogsberg (översättare)
- 1984 – Kerstin Hallén (översättare)
- 1985 – Jan Bohman
- 1986 – Anna-Stina Åberg, Bertil Falck (grundare av Bokmässan i Göteborg), Conny Jacobsson (grundare av Bokmässan i Göteborg) och Stig Fallberg
- 1987 – Doris Lessing (författare)
- 1988 – Béatrice Glase (journalist) och Gösta Glase (fotograf)
- 1989 – Lena Larsson
- 1990 – Björn Berg (tecknare)
- 1991 – Christina Stendahl och Lennart Edling
- 1992 – Faith Popcorn
- 1993 – Unn Palm (förläggare)
- 1994 – Madeleine von Heland
- 1995 – Karin Strandberg (förlagsredaktör)